# Carro miscelatore
Un carro miscelatore è una macchina agricola usata per pesare con precisione, miscelare e distribuire cibo ai ruminanti, in particolare bovini da latte e da carne.
L'utilizzo del carro miscelatore fa parte della disciplina della zootecnia, rappresentando una delle tecnologie più avanzate di alimentazione animale.

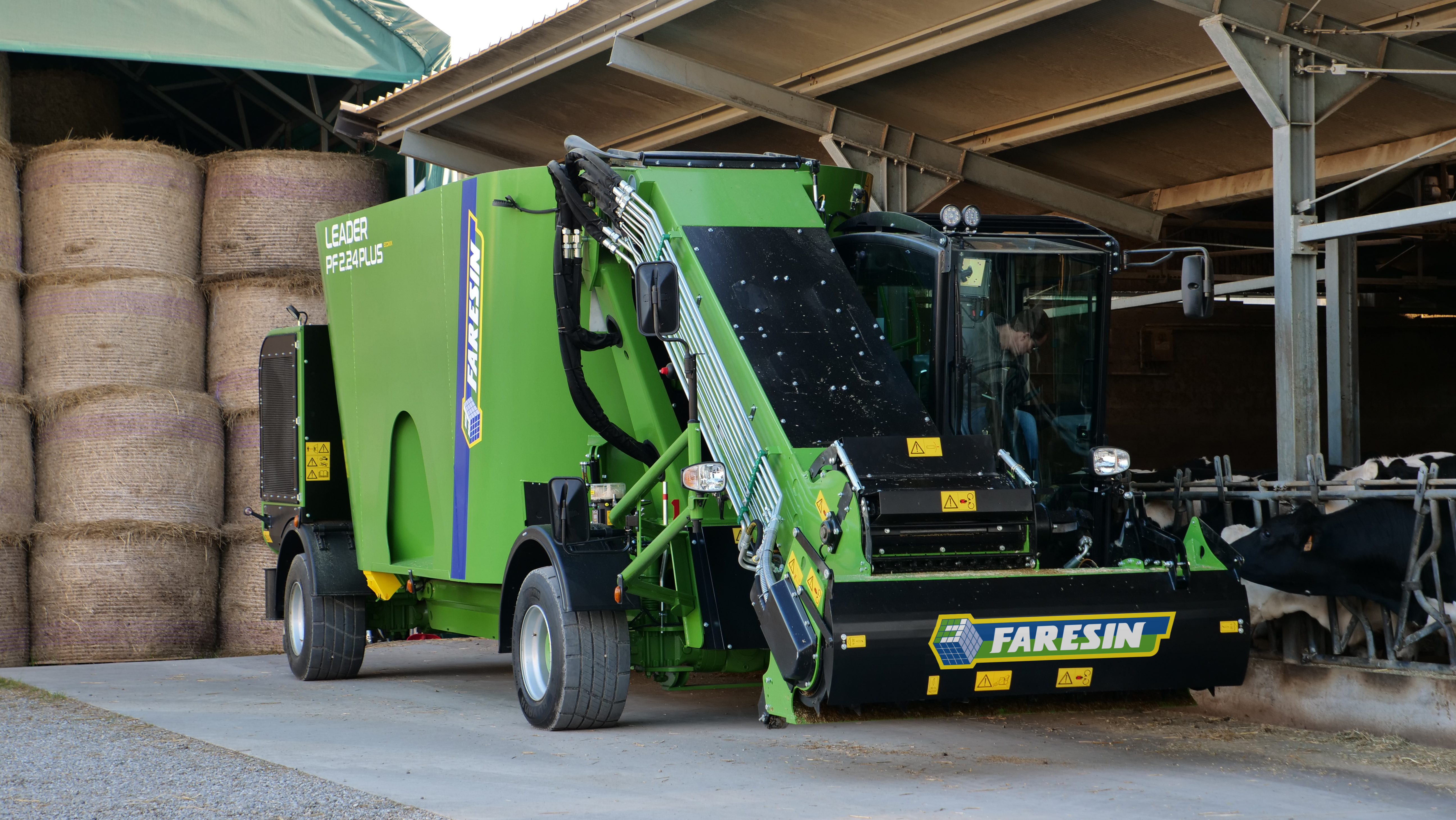
Carro miscelatore

I carri miscelatori possono essere classificati in trainati, stazionari, semoventi e montati su camion (il cassone viene montato direttamente su un camion commerciale).
Le loro capacità di carico variano notevolmente. I carri miscelatori trainati arrivano a 45 m3 circa, mentre i carri stazionari raggiungono anche gli 80 m3.
I carri miscelatori semoventi non superano i 32 m3, mentre i semoventi montati su camion possono raggiungere i 40 m3 di capacità. Nelle aziende zootecniche italiane sono particolarmente diffusi carri miscelatori con capacità dell'ordine di 10-15 metri cubi.
Dal punto di vista della miscelazione, esistono 3 grandi filosofie di taglio e miscelazione:
- orizzontale (da 1 a 4 coclee di taglio e miscelazione)
- verticale o vulcanica (da 1 a 3 coclee di taglio e miscelazione)
- miscelazione a pale

Il carico dei foraggi viene effettuato 
- in modalità autonoma, (con una fresa montata su braccio oscillante che viene appoggiato al fronte di taglio dell'insilato);
- per mezzo di trattrice con caricatore frontale o
- con fresa semovente montata su braccio oscillante.

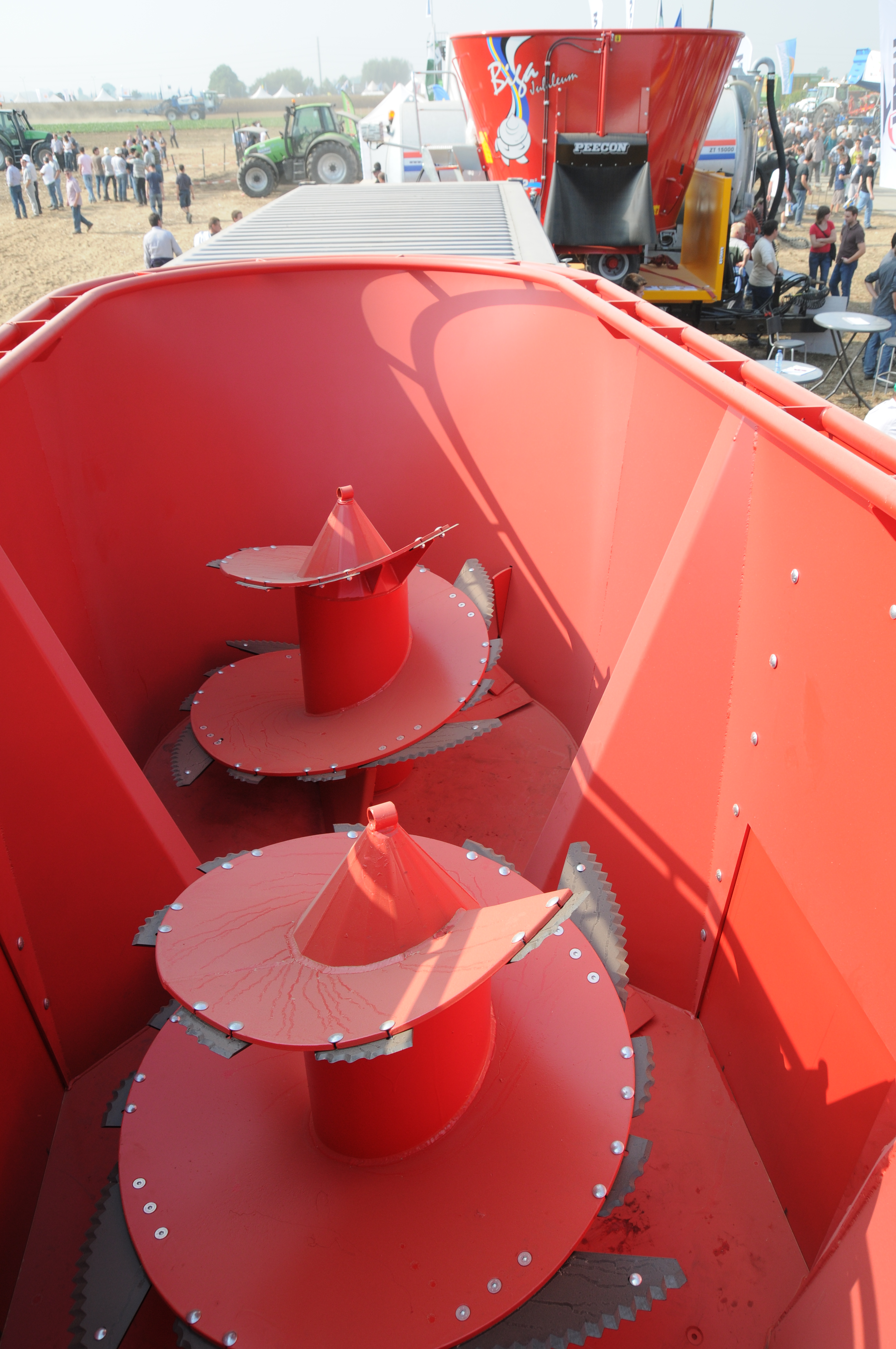
Coclea di carro miscelatore

Rispetto all'alimentazione di tipo tradizionale, che non prevedeva la miscelazione tra foraggi e concentrati, l'uso del carro miscelatore favorisce una serie di vantaggi di carattere nutrizionale e gestionale:
- riducendo la capacità di selezione da parte dell'animale verso gli alimenti più appetibili della dieta la cui assunzione viene diluita nel corso dell'intera giornata
- stimolando un aumento di ingestione di sostanza secca
- garantendo più uniformi e costanti condizioni dell'ambiente ruminale in cui non si evidenziano marcati picchi di fermentazione e conseguenti cadute del pH
- limitando il rischio di disordini metabolici
- permettendo l'utilizzazione di alimenti altrimenti poco appetibili
- diminuendo i tempi e semplificando le operazioni di preparazione e distribuzione degli alimenti

Tutto questo porta ad uno status di maggior benessere per l'animale con una conseguente migliore risposta produttiva.
Decenni di esperienza di utilizzo del carro miscelatore abbinato all'alimentazione "Unifeed - TMR" dimostrano che è possibile ottenere aumenti di capacità produttiva delle bovine da latte pari al 10%-15%, con punte anche superiori al 20%. L'omogeneità e la perfetta miscelazione dei componenti costituenti la razione consentono di far assumere all'animale tutti gli alimenti necessari alla produzione di latte o carne di elevata qualità. Questi due fattori incrementano la redditività dell'allevamento.
Inoltre, il risparmio di tempo nella preparazione e distribuzione del pasto, legato alla semplicità d'uso ed alla sicurezza di funzionamento dei carri miscelatori hanno consentito un considerevole aumento dell'efficienza aziendale degli allevamenti.
L'impiego del carro miscelatore è, comunque, legato alla qualità delle materie prime impiegate nella formulazione della razione.
È di fondamentale importanza valutare la composizione degli alimenti (proteina, lipidi, NDF, s.s., umidità, etc.) ed in particolar modo gli insilati e i foraggi.
La quantità di miscelate da preparare in un'azienda agricola dipende dalla dimensione dell'allevamento, dall'eventuale presenza di gruppi di alimentazione e dalle condizioni ambientali.
Nel caso di allevamenti di modeste dimensioni, produrre due miscelate è consigliabile solo nel periodo estivo mentre in allevamenti di maggiori dimensioni è conveniente suddividere le bovine in lattazione in gruppi omogenei sulla base del merito produttivo e preparare miscelate specifiche per gli altri gruppi (manze, bovine in asciutta...)